# Runcu Mare (okręg Hunedoara)
Runcu Mare – wieś w Rumunii, w okręgu Hunedoara, w gminie Lelese. W 2011 roku liczyła 123 mieszkańców.